# 茲納緬斯科耶區 (奧廖爾州)
茲納緬斯科耶區（羅馬化：Znamenskiy rayon）是俄羅斯的一個區，位於該國西南部，由奧廖爾州負責管轄，面積817.1平方公里，2010年該區人口5,016，人口密度每平方公里6.14人。